# Манак Валлийский
Манак (англ. Manaccus, Manakus; VII век) — настоятель монастыря Святая Глава, святой Католической церкви, память 14 октября.
Св. Манак, настоятель монастыря Святая Глава (Holyhead, Caer Gybi) отошёл ко Господу, вероятно, в Корнуолле. Его имя ассоциируют со св. Киби (память 8 ноября). Манаккан Минстер неподалёку от Фалмута по преданию назван в его честь. Первое упоминание о св. Манаке появляется в хартии короля Эдгара. Там Лесманок называют «Местом монахов». С другой стороны, на корневильском Манах означает монах.
В поле у Трегонвелла (Tregonwell) имеются остатки старой часовни, помеченные на военно-геодезической карте. Они могут быть и остатками кельи отшельника, принесшего Благую Весть в эти места. Быть может, этот монах, имя которого неизвестно, и является св. покровителем Манаккана.